# Salabert Erzsébet
Bakos Gyuláné Salabert Erzsébet (Budapest, 1930. augusztus 10. – Budapest, 1958. november 28.) gépmunkás. Az 1956-os forradalomban való részvétele miatt kivégezték.

## Élete
A házasságon kívül született gyerek apját nem ismerte, menhelyen nevelkedett. Segédmunkás volt, csavargásért javító-nevelő munkára ítélték, később dolgozott, de az erkölcsrendészet tiltott kéjelgésért és csavargásért többször felelősségre vonta. Mindkét házasságon kívül született gyerekét állami gondozásba adta. Jelen volt a Rádió ostrománál, az amerikai követség előtti tüntetésen, különböző fegyveres csoportokhoz csapódott, majd harcolt a Práter utcai fegyveresekkel. Lőszert osztott a Köztársaság téren. Szervezkedés, gyilkosság és a forradalomban való részvétel vádjával ítélték halálra. Az ítélet szerint részt vett a Köztársaság téren elfogott pártházvédők elleni atrocitásokban. 1957. március 15-én egy óbudai vendéglő ablakait díszítő vörös szalagot földre dobva összetaposta. 28 éves volt, amikor 1958. november 28-án kivégezték.

## Tevékenysége 1956-ban
A 23 éves Galgóczi Zoltán, a 27 éves Nagy József és a 20 éves Vass Lajos rendkívül nehéz körülmények között nevelkedett, a forradalom előtt közbűntényes vádakkal már mindhármukat többször elítélték. Október 26-án együtt szabadultak Oroszlányból, a büntetés-végrehajtási munkahelyről. A Wesselényi utcai "Farkas"-csoporthoz csatlakozva részt vettek az októberi és a novemberi szovjetellenes harcokban - különösen Vass Lajos. A 26 éves Bakosné Salabert Erzsébet, mint Nagy József élettársa tartott a társasággal. A 23 éves Lachky Albert lakatos és a 18 éves Burgermeiszter József szerszámkészítő szintén korábbi ismerősök voltak. Ők az ugyancsak VII. kerületi Hársfa utcai Steiner-csoport tagjaiként vettek részt a harcokban.

## Külső hivatkozások
- Hősök fala